# Novacià
Novacià (en llatí: Novatianus) va ser un eclesiàstic que havia nascut, segons Filostorgi, a Frígia.
Inicialment no era cristià però es devia convertir i va ser ordenat prevere de l'església de Roma on era contrari a readmetre als lapsi, els cristians que havien apostatat degut a les persecucions i que el sector moderat volia readmetre, un sector que ara tenia el suport del nou papa Corneli I, elegit el juny del 251. Al cap de sis mesos va rebutjar l'autoritat de Corneli, i el partit radical (dirigit per tres prelats poc versats d'alguns racons d'Itàlia que després se'n van penedir, però potser sota pressió del Papa) el van ordenar bisbe. Un concili que es va fer l'any 252 el va condemnar i va haver de sortir de l'església i encapçalar una nova secta, on els seus membres van portar el nom de novacians. La nova secta va prosperar i encara que al començament el van seguir un nombre important, aviat una part el va anar abandonant. El judici de Corneli, conservat en una carta, és molt negatiu, però els novacians de fet es van mantenir dos-cents anys i es van estendre per molts països.
Que va passar amb el mateix Novacià és desconegut. Sòcrates Escolàstic diu que va morir sota Valerià (253-260). Pacià (que vivia al segle iv) diu que els novacians consideraven que el seu fundador va morir màrtir. La seva personalitat ha estat confosa sovint amb el prevere Novatus d'Àfrica, un dels principals instigadors dels desordres sobre els lapsi que es van produir després de la proclamació del papa Corneli.
Jeroni d'Estridó diu que Novacià va compondre els tractats De Pascha; De Sabbato; De Circumcisione; De Sacerdote; De Oratione; De Cibis Judaicis; De Instantia; De Attalo, i altres; i un llarg volum anomenat De Trinitate, on exposava de forma resumida les posicions de Tertul·lià. De les seves obres es conserven:
- I. De Trinitate s. De Regula Fidei
- II. De Cibis Judaicis
- III. Epistolae (dues cartes).[1]